# Clemens Aigner
Clemens Aigner (Steinach am Brenner, 2 februari 1993) is een Oostenrijks schansspringer. 

## Carrière
Aigner maakte zijn debuut in de wereldbeker in het seizoen 2014/2015. Bij zijn eerste wereldbekerwedstrijd op 4 januari 2015 in Innsbruck werd hij 50e. Op 18 november 2017 behaalde hij een eerste podiumplaats in een wereldbekerwedstrijd voor teams. Samen met Daniel Huber, Michael Hayböck en Stefan Kraft sprong Aigner naar de tweede plaats tijdens de wereldbekerwedstrijd op de Adam Małyszschans in het Poolse Wisła. Individueel behaalde Aigner nog geen podiumplaatsen in een wereldbekerwedstrijd.
In 2018 maakte Aigner zijn Olympisch debuut tijdens de Olympische Winterspelen in Pyeongchang. Op de grote schans eindigde Aigner op de 31e plaats.

## Belangrijkste resultaten

### Olympische Winterspelen
| Jaar | Plaats      | Resultaten       |
| ---- | ----------- | ---------------- |
| 2018 | Pyeongchang | 31e Grote schans |

### Wereldkampioenschappen skivliegen
| Jaar | Plaats     | Resultaten              |
| ---- | ---------- | ----------------------- |
| 2018 | Oberstdorf | 18e HS235 5e Team HS235 |

### Wereldbeker
Eindklasseringen
| Seizoen   | Algm | SV  | 4S  | RAW |
| --------- | ---- | --- | --- | --- |
| 2014/2015 | -    | -   | 53e |     |
| 2015/2016 | 74e  | -   | 43e |     |
| 2016/2017 | 42e  | -   | 56e | -   |
| 2017/2018 | 29e  | 21e | 33e | 40e |
| 2018/2019 | 45e  | 33e | 53e | 43e |
| 2019/2020 | 66e  | -   | 47e | 40e |

### Grand-Prix
Eindklasseringen
| Jaar | Plaats |
| ---- | ------ |
| 2014 | 68e    |
| 2016 | 16e    |
| 2017 | 53e    |
| 2018 | 25e    |
| 2019 | 55e    |